# Bruinkapkruiplijster
De bruinkapkruiplijster (Pomatorhinus phayrei) is een zangvogel uit de familie Timaliidae (timalia’s). Het is een bosvogel die voorkomt in  Zuidoost-Azië en sterk lijkt op de roodsnavelkruiplijster (P. ochraceiceps) en de zwartkapkruiplijster (P. ferruginosus). 

## Taxonomie
De vogel werd (bijna terloops) als nieuwe soort beschreven door  Edward Blyth toen het hem opviel dat in een collectie van andere kruiplijsters dit exemplaar uit Arakan (Birma) opviel door een smalle zwarte band boven de witte wenkbrauwstreep in combinatie met de bruine kruin en daarom besloot Blyth deze vogel te beschouwen als nieuwe soort, vernoemd naar de Britse legerofficier en natuuronderzoeker Arthur Purves Phayre.

## Herkenning
De vogel is ongeveer 24 cm lang. De bruinkapkruiplijster lijkt sterk op de roodsnavel- en de zwartkapkruiplijster. De vogels zijn donkerbruin van boven en lichter van onderen, al naar gelang de soort of ondersoort. Ze hebben een breed zwart masker rond het oog met daarboven een helderwitte wenkbrauwstreep. Verder hebben ze een rode tot oranje, gebogen snavel. De bruinkaplijster heeft een smalle, zwarte band boven de witte wenkbrauwstreep en een bruine kopkap.

## Verspreiding en leefgebied
Deze vogel komt voor in Zuidoost-Azië en telt vijf ondersoorten:
- P. p. phayrei: zuidelijk Assam en Manipur en zuidwestelijk Myanmar.
- P. p. stanfordi: O-Arunachal Pradesh, noordelijk Myanmar en Z-China
- P. p. albogularis: van zuidelijk en zuidoostelijk Myanmar tot noordwestelijk Thailand en noordwestelijk Laos.
- P. p. orientalis: zuidelijk China en noordelijk Indochina.
- P. p. dickinsoni: zuidelijk Laos en Midden- Vietnam.

De vogelsoort komt voor in de ondergroei van tropisch en subtropisch natuurlijk bos op hoogten tussen de 400 en 2400 meter boven zeeniveau.